# 石川県道130号妙成寺線
石川県道130号妙成寺線（いしかわけんどう130ごう みょうじょうじせん）は、石川県羽咋市内を通っていたかつての一般県道（石川県道）である。2010年（平成22年）10月29日付で廃止。五重塔で有名な妙成寺と、国道249号とを結んでいた。
以下、廃止時点の内容を記す。

## 概要
起点の妙成寺の正面から、滝谷町地内を南進して抜け、西に折れる。ここからは幅員が広くなり、終点に至る。

### 路線データ
- 起点：石川県羽咋市滝谷町ヨ1番地先（＝妙成寺前）
- 終点：石川県羽咋市柴垣町弐五51番1地先（＝柴垣交差点・国道249号交点）

## 歴史
- 1960年（昭和35年）10月15日：路線認定。
- 2010年（平成22年）10月29日：路線廃止。

## 地理

### 交差する道路
- 国道249号（羽咋市柴垣町・柴垣交差点：終点）